# Asahi Glass Co.
Shin-Marunouchi Building, em Tóquio
Asahi Glass Co. é um conglomerado japonês que atua no ramo de arquitetura e vidraçaria.

## História
A Asahi Glass Co. foi estabelecida em 1907, por Toshiya Iwasaki.

## Subsidiarias
- AGC Electronics America
- AGC Chemicals Americas
- AGC Chemicals Europe
- AIS India Glass
- Asahi Fiber Glass
- Asahi Techno Glass
- Ise Chemical Industries
- Optrex Corp.
- Asahi Glass Foundation
- AGC Glass Europe (antiga Glaverbel)
- AGC Asia Pacific Pte Ltd
- AGC Vidros do Brasil Ltda.